# 尾萼无叶兰
尾萼无叶兰（学名：Aphyllorchis caudata）为兰科无叶兰属下的一个种。